# エリカ・ミランダ
エリカ・ミランダ（Erika de Souza Miranda、1987年4月6日 - ）は、ブラジルのブラジリア出身の柔道選手。階級は52kg級。身長162cm。初段。

## 人物
柔道は12歳の時に始めた。2007年に地元で開催された世界選手権では5位となった。続くプレオリンピック大会では優勝を飾った。しかし、北京オリンピックには国内予選で敗れて出場できなかった。2010年の世界選手権でも5位となった。2011年にはグランドスラム・リオデジャネイロで優勝すると、2012年にはパンナム選手権とグランドスラム・モスクワでも優勝を飾った。しかし、2012年ロンドンオリンピックでは初戦で韓国の金京玉に敗れた。続いて地元で開催された世界団体 では3位となった。2013年には地元のリオデジャネイロで開催された世界選手権で決勝まで進むも、コソボのマイリンダ・ケルメンディに合技で一本負けを喫して2位にとどまった。2014年の世界選手権では3位だった。2015年のパンアメリカン競技大会では優勝した。世界選手権では準決勝で中村美里と対戦すると、指導2でリードしながら終了直前に技ありで敗れて3位にとどまった。2016年のリオデジャネイロオリンピックでは準々決勝で敗れると、その後の3位決定戦でも中村に有効で敗れて5位にとどまった。2017年の世界選手権では準々決勝で角田夏実に巴投で敗れるも、その後の3位決定戦でケルメンディを技ありで破って3位になった。2018年9月の世界選手権では準決勝で志々目愛に技ありで敗れるも、3位決定戦で同じブラジルのジェシカ・ペレイラを送襟絞で破って3位になった。10月には現役引退を表明した。

## 主な戦績
- 2006年 - パンナム選手権　3位
- 2007年 - オーストリア国際　優勝
- 2007年 - パンナム選手権　3位
- 2007年 - パンアメリカン競技大会　2位
- 2007年 - 世界選手権　5位
- 2007年 - プレオリンピック　優勝
- 2008年 - ブラジル国際　優勝
- 2008年 - パンナム選手権　2位
- 2009年 - パンナム選手権　5位
- 2009年 - グランドスラム・リオデジャネイロ　3位
- 2009年 - ワールドカップ・ベロホリゾンテ　優勝
- 2009年 - グランドスラム・東京　3位
- 2010年 - グランドスラム・パリ　5位
- 2010年 - パンナム選手権　5位
- 2010年 - グランドスラム・リオデジャネイロ　5位
- 2010年 - 世界選手権　5位
- 2010年 - グランプリ・アブダビ　2位
- 2011年 - ワールドカップ・オーバーヴァルト　2位
- 2011年 - パンナム選手権　3位
- 2011年 - グランドスラム・リオデジャネイロ　優勝
- 2011年 - ワールドカップ・サンパウロ　優勝
- 2011年 - パンアメリカン競技大会　2位
- 2011年 - グランプリ・青島　3位
- 2012年 - グランプリ・デュッセルドルフ　5位
- 2012年 - パンナム選手権　優勝
- 2012年 - グランドスラム・モスクワ　優勝
- 2012年 - グランプリ・アブダビ　2位
- 2012年 - 世界団体 3位
- 2012年 - グランプリ・青島　2位
- 2012年 - グランドスラム・東京　5位
- 2013年 - パンナム選手権　3位
- 2013年 - ワールドマスターズ　7位
- 2013年 - グランドスラム・モスクワ　2位
- 2013年 - 世界選手権　2位
- 2013年 - ワールドコンバットゲームズ　団体戦　2位
- 2013年 -　グランドスラム・東京 2位
- 2014年 - グランプリ・デュッセルドルフ　3位
- 2014年 - パンナム選手権　優勝
- 2014年 - 世界選手権　3位
- 2015年 - グランドスラム・バクー　優勝
- 2015年 - パンアメリカン競技大会　優勝
- 2015年 - 世界選手権　3位
- 2015年 - グランドスラム・アブダビ　2位
- 2016年 - グランプリ・トビリシ　3位
- 2016年 - パンナム選手権　優勝
- 2016年 -　ワールドマスターズ　5位
- 2016年 - リオデジャネイロオリンピック 5位
- 2017年 -　グランプリ・トビリシ　2位
- 2017年 -　グランドスラム・エカテリンブルグ　優勝
- 2017年 -　世界選手権　3位
- 2017年 - グランドスラム・アブダビ　2位
- 2017年 -　ワールドマスターズ　3位
- 2018年 -　グランドスラム・エカテリンブルグ　2位
- 2018年 -　世界選手権　3位

(出典、JudoInside.com)。